# José Montiel
José Arnulfo Montiel Nuñez (ur. 19 marca 1988 w Itauguá), piłkarz paragwajski grający na pozycji prawego pomocnika.

## Kariera klubowa
Montiel jest wychowankiem klubu Olimpia de Itá, pochodzącego z jego rodzinnej miejscowości. To w jego barwach zawodnik zadebiutował w niższej lidze, jeszcze w wieku 15 lat. Szybko został zauważony przez wyszukiwaczy talentów Olimpii Asuncion i niedługo potem podpisał kontrakt z tym klubem. W wieku 16 lat zadebiutował w Primera división paraguaya i w roku 2004 rozegrał w niej 2 mecze. Rok później był już jednym z podstawowych zawodników zespołu i w barwach Olimpii wystąpił 23 razy zdobywając 2 gole (z Libertad Asuncion oraz General Caballero). W fazie Apertura Olimpia zakończyła rozgrywki na ostatnim 10. miejscu, a w Clausura na 3. miejscu. W 2006 roku Montiel wystąpił w Olimpii w 18 meczach fazy Apertura i zdobył w nich 3 gole (6. miejsce Olimpii w lidze).
W letnim oknie transferowym Montielem zainteresowali się trenerzy włoskiego Udinese Calcio i jeszcze w sierpniu zawodnik wyjechał do Włoch. W Serie A Montiel zadebiutował 10 września 2006 w przegranym 0:1 wyjazdowym meczu z Messiną. Od początku sezonu miał jednak problemy z wywalczeniem miejsca w składzie i na boisku pojawiał się sporadycznie wchodząc z ławki rezerwowych. Latem 2007 odszedł do Regginy Calcio. W nowym klubie pełnił jednak rolę rezerwowego i rozegrał łącznie 5 spotkań w Serie A. Latem 2008 roku Montiel został wypożyczony do rumuńskiego Politehnica Jassy, a w 2009 roku do CA Tigre.
| Sezon   | Klub              | Kraj      | Rozgrywki                  | Mecze | Bramki |
| ------- | ----------------- | --------- | -------------------------- | ----- | ------ |
| 2004    | Olimpia Asuncion  | Paragwaj  | Primera división paraguaya | 2     | 0      |
| 2005    | Olimpia Asuncion  | Paragwaj  | Primera división paraguaya | 23    | 2      |
| 2006    | Olimpia Asuncion  | Paragwaj  | Primera división paraguaya | 18    | 3      |
| 2006/07 | Udinese Calcio    | Włochy    | Serie A                    | 8     | 0      |
| 2007/08 | Reggina Calcio    | Włochy    | Serie A                    | 5     | 0      |
| 2008/09 | Politehnica Jassy | Rumunia   | Liga I                     | 18    | 2      |
| 2009/10 | CA Tigre          | Argentyna | Primera División           |       |        |

## Kariera reprezentacyjna
W 2004 roku Montiel był członkiem juniorskiej reprezentacji Paragwaju U-15, która wywalczyła mistrzostwo Ameryki Południowej. José ma za sobą także występy w reprezentacji U-19 i U-20, a 8 października 2005 zadebiutował w pierwszej reprezentacji, w wygranym 1:0 meczu z Wenezuelą. W 2006 roku był członkiem 23-osobowej kadry na Mistrzostwa Świata w Niemczech, jednak nie rozegrał na nich ani minuty.